# Marian Kontkiewicz

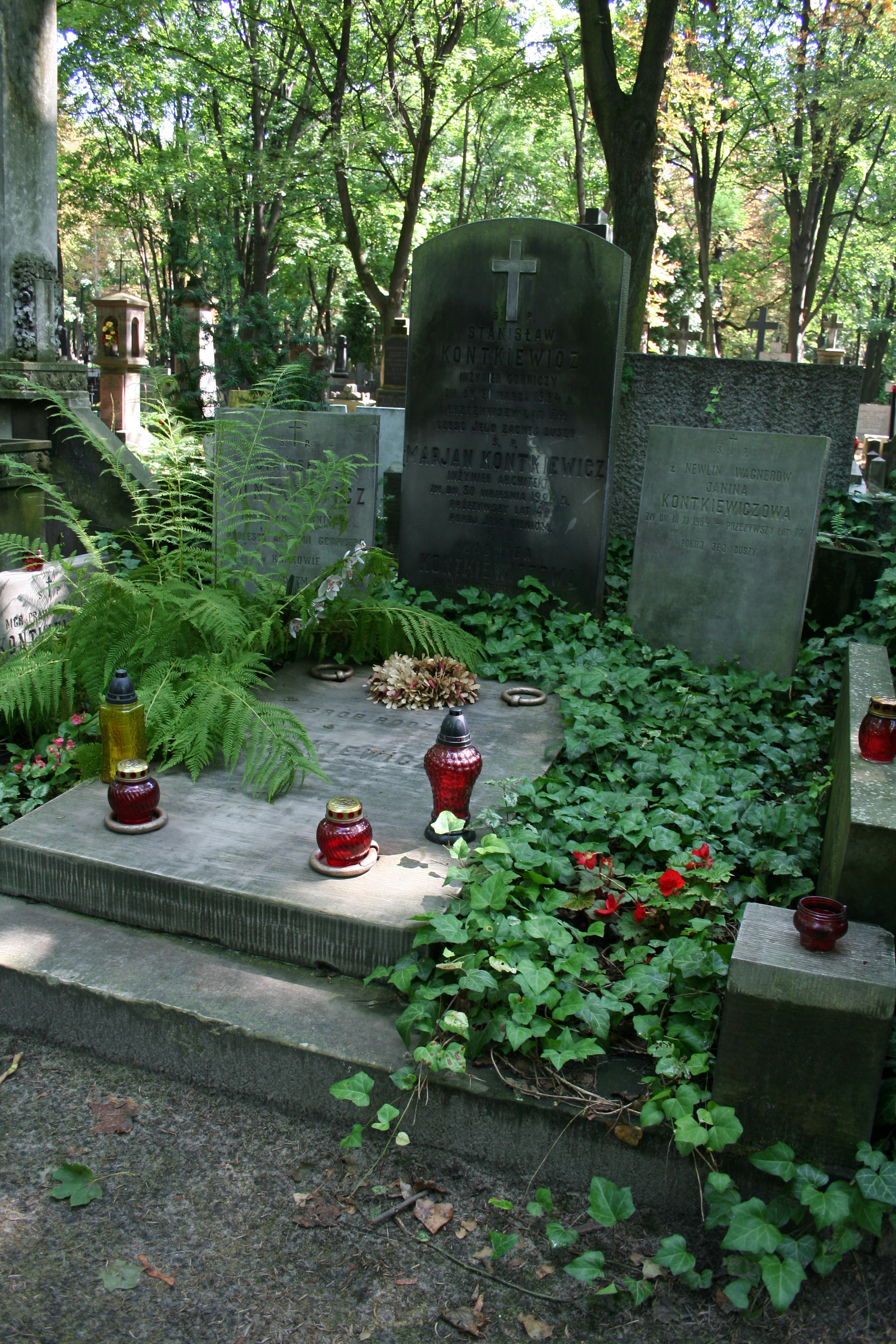
Grób Stanisława Kontkiewicza ojca oraz jego synów Stanisława i Mariana na cmentarzu Powązkowskim w Warszawie

Marian Kontkiewicz (ur. 25 marca 1884 w Warszawie, zm. 30 września 1926 tamże) – polski architekt, projektant wielu budynków w Warszawie.

## Życiorys
Był synem Stanisława i Małgorzaty Jadwigi z Jaroszewiczów. Ukończył Szkołę Realną w Sosnowcu, a następnie podjął studia na Politechnice Warszawskiej. Po zamknięciu w 1905 roku Politechniki, podobnie jak wielu jego kolegów, kontynuował studia daleko od Warszawy. W 1910 roku ukończył politechnikę w Wiedniu.
Po powrocie do Warszawy rozpoczął pracę u Franciszka Lilpopa i Karola Jankowskiego, w firmie „Biuro Architektoniczne Franciszek Lilpop i Karol Jankowski”, następnie w pracowni Juliusza Nagórskiego. W 1913 roku został członkiem Koła Architektów w Warszawie założonego przez Franciszka Lilpopa. W wykazie członków Koła z 1914 roku Maryan Kontkiewicz figuruje jako „architekt wolnopraktykujący”.  Po I wojnie światowej pracował jako architekt m.in. w Ministerstwie Spraw Wewnętrznych, Ministerstwie Robót Publicznych, Ministerstwie Wyznań Religijnych i Oświecenia Publicznego (w którym zorganizował wydział budownictwa szkolnego i pracował nad typowymi projektami szkół), wreszcie w Banku Gospodarstwa Krajowego. Równocześnie prowadził prywatną praktykę.
Kontkiewicz tworzył formy historyczne, głównie klasyczne, często – szczególnie początkowo – nawiązujące akcentami dekoracyjnymi do historyzującej architektury francuskiej. Często nawiązywał też do polskiej architektury „dworkowej” przełomu XVIII i XIX w.
W roku 1913 Marian Kontkiewicz mieszkał przy ul. Kaliksta 12 m. 17, a w 1914 roku mieszkał już w domu własnego projektu przy ul. Śniadeckich 23 (w momencie przeprowadzki do ten miał adres Kaliksta 23) w mieszkaniu na 5. piętrze o numerze 15. Wyżej na poddaszu mieściła się jego pracownia architektoniczna. Na 3. piętrze, w tym samym pionie co mieszkanie Mariana Kontkiewicza, znajdowało się mieszkanie jego rodziców. Ciężko chory, tuż przed śmiercią przeprowadził się na ul. Lekarską 17. 
Został pochowany w grobowcu rodzinnym na cmentarzu Powązkowskim w Warszawie (kw. 194–II–17/18) wraz z ojcem i bratem.

## Życie prywatne
Ożenił się z Janiną z Newlin-Wagnerów, z którą miał dwóch synów: Ryszarda i Andrzeja.

## Realizacje
- dom mieszkalny przy ul. Śniadeckich 23 (1913)[5]
- kamienica Próchnickich, przy ul. Koszykowej 70 róg ul. Emilii Plater (1913)
- pałacyk przy ul. Mokotowskiej 62 (wspólnie z J. Nagórskim)
- gmach Gimnazjum im. S. Staszica przy ul. Noakowskiego 6 (wspólnie z S. Zaleskim) (1914) (projekt i częściowa realizacja). Trzypiętrowy gmach gimnazjum im. Stanisława Staszica (nr 46B/5534, nast. nr 60, obecnie nr 6) powstał w latach 1914–1916, jest zwieńczony attyką w stylu polskiego renesansu[6]
- domy mieszkalne przy ul. Towiańskiego (obecnie Wieniawskiego) na Żoliborzu (budynki Kolonii Żoliborz Urzędniczy)
- dom mieszkalny przy Alei 3 Maja 38/ul. Smolnej 15 (ok. 1914) (zniszczony)
- budynek spółdzielni mieszkaniowej "Spójnia" urzędników Ministerstwa Reform Rolnych (1914)[7]
- Willa Narutowicza (1921)
- domy mieszkalne na Kolonii Staszica[8]:
  - przy ul. Wawelskiej16
  - przy ul. Nowowiejskiej (zniszczony)
  - przy ul. Langiewicza 19/21[9]
  - parę domów przy ul. Filtrowej
- Dom Urzędników Banku Gospodarstwa Krajowego przy ul. Polnej 44, róg ul. Jaworzyńskiej
- gmach szkoły przy ul. Narbutta 33 (później mieściła się tu Akademia Stomatologiczna)
- dom mieszkalny przy ul. Łowickiej 62

## Nagrody
Otrzymał m.in. I nagrodę w konkursie na odbudowę Teatru Narodowego - wtedy Teatru Rozmaitości.